# الکساندروفسک، پرم
شهر الکساندروفسک، پرم (به روسی: Александровск) در کشور روسیه و در کرای پرم واقع شده‌است.